# Komunistyczna Partia Pracy Turcji / Leninistów
Komunistyczna Partia Pracy Turcji / Leninistów (tur. Türkiye Komünist Emek Partisi/Leninist, TKEP/L) – nielegalna komunistyczna partia działająca na terenie Turcji.

## Historia
Partia zzałożona 1 września 1990 po rozłamie w Komunistycznej Partii Pracy Turcji (TKEP). Podczas gdy TKEP zaczęło się orientować na pracę prawną, TKEP/L chciało kontynuować walkę zbrojną. Utworzyło skrzydło zbrojne — Brygady Partyzantki Leninowskiej (tur. Leninist Gerila Birliği, LGB). Preprowadzają one sporadyczne ataki, ale nie angażują się w regularną wojnę partyzancką. Ostatnia duża akcja LGB miała miejsce 19 grudnia 2000, kiedy zaatakowano biuro Partii Narodowego Działania (MHP) w Stambule. Jeden członek MHP zginął, a trzech zostało rannych. Atak był zemstą za zabicie dwóch więźniów TKEP/L.
Skrzydłem młodzieżowym TKEP/L jest Komunistyczna Liga Młodzieżowa 13 Marca (tur. 13 Mart Genç Komünistler Birliği).
W marcu 2016 TKEP/L przystąpiła do turecko-kurdyjskiej koalicji Zjednoczony Rewolucyjny Ruch Ludowy (HBDH). Do sojuszu przystąpiło też kilka innych lewicowych ugrupowań w tym Marksistowsko-Leninowska Partia Komunistyczna (MLKP), Partia Pracujących Kurdystanu (PKK) czy Maoistowska Partia Komunistyczna(MKP).